# Sherbet
Sherbet (SHERBET Shābetto?)  es el segundo miniálbum del grupo japonés de chicas Buono!. Este miniálbum fue lanzado el 22 de agosto de 2012.

## Ediciones
El álbum fue lanzado en dos versiones: Edición Regular (CD) y Edición Limitada(CD + DVD). 
| Edición Regular |                                                                               |          |  |
| N.º             | Título                                                                        | Duración |  |
| 1.              | «Fever»                                                                       | —        |  |
| 2.              | «Go! Go! Gōda (GO!GO! ゴーダ?)»                                               | —        |  |
| 3.              | «Hatsukoi Cider / Deep Mind (Hatsukoi Cider 初恋サイダー（Album version） ?)» | —        |  |
| 4.              | «Mirai Drive (未来ドライブ?)»                                                 | —        |  |
| 5.              | «Believe (BELIEVE★★★?)»                                                       | —        |  |
| 6.              | «Natsu no Hoshizora (夏の星空?)»                                              | —        |  |
| 7.              | «Never Gonna Stop!»                                                           | —        |  |

| DVD Edición Limitada |                                                                           |          |  |
| N.º                  | Título                                                                    | Duración |  |
| 1.                   | «Never Gonna Stop! (Close-up Buono! Ver. Type 01)»                        | —        |  |
| 2.                   | «2012 France Kōen Micchaku Document (2012 フランス公演密着ドキュメント?)» | —        |  |